# キューティーハニー THE LIVE
『キューティーハニー THE LIVE』（キューティーハニー ザ ライブ）は、2007年10月2日から2008年3月25日までテレビ東京系列で放送された、特撮テレビドラマ作品。全25話（DVDでは全26話）。永井豪原作の漫画・アニメ作品『キューティーハニー』の実写ドラマ版である。

## 概要
グラビアアイドル原幹恵のドラマ初主演作品。『牙狼-GARO-』を手がけたディープサイドによる製作で、スタッフにも『牙狼』のメンバーや特撮番組にゆかりのあるスタッフが複数参加している。
永井豪・作家生活40周年の記念作品である。物語中盤の第14話より「第二幕」とも言うべき新章に突入し、ストーリーの重要な部分に展開している。また、DVD第9巻にはテレビ未放送のスペシャルエピソード（第26話）が収録された。
本作品最大の特徴である3人のキューティーハニーによる群像劇を筆頭に、異様に無垢で天真爛漫なハニーの性格、大きく様変わりしたパンサークローの設定など、原作や過去のリメイク作品と比較しても特に独自の設定・要素が多い。一方、売り出し中のグラビアアイドルを多数起用したお色気ドラマ的な見た目とは裏腹に、横山誠総監督による高レベルのアクションと、シリーズ構成の井上敏樹による人間の闇を描く展開によって、ハードバイオレンスドラマになっている。さらに最終回のラストは、テレビアニメのキューティーハニーへ続くような演出がなされた。

## ストーリー
白薔薇学園に通う高校2年生・如月ハニーはアンドロイドの身分を隠し、普通の女子高生として人間生活を送っている。私立探偵の早見青児と共に謎の秘密結社・パンサークローと対抗。その間、ハニーは早乙女ミキ・剣持ユキと出会うが、パンサークローと数回激突したのちに知り合い親交を深める。
新章突入では、3人のハニーの身分を明かし、それぞれの心に変化が表れ始め、秘められた過去や如月博士など多くの謎が解明されていく。そしてパンサークローの野望とハニーたちの残酷な運命が展開する。

## 登場人物

### 主要人物
如月 ハニー（） / キューティーハニー
本作品の主人公。白薔薇学園に通う高校2年生だが、その正体は如月光史郎博士によって作られたアンドロイド。誕生日・血液型はミキ・ユキと同じで、それぞれ1990年2月26日、B型（建前上の記録）。過去作とは異なり、普段の容姿は黒髪のセミロングをツインテールにしているが、ハニーフラッシュすることで、赤い髪の女戦士・キューティーハニーに変身し、パンサークローと戦いを繰り広げる。武器は原作と同じシルバーフルーレ。パーソナルエンブレムはハート。「ハニーブーメラン」は登場しないが、代わりにシスターミキがブーメラン型の武器を操る（下記参照）。
基本設定は過去作のハニーと同一だが、性格は大きく異なる。「クールで美しい女性」だった原作とは様変わりし極端な天然ボケで、人を疑うことを知らない純真無垢な少女として描かれている。戦闘能力はミキ、ユキと比べて劣るが、その分成長速度は速く、戦いを経験するごとに強くなっていく。戦闘スタイルは自分のバストやヒップを用いたお色気要素の強い攻撃を織り交ぜつつ、3人の中では比較的ヒーロー然とした戦いを見せる。高速での移動を必要とする場合には原作同様「ハリケーンハニー」に変身するが、本作品では青を基調にファイヤーパターンを取り入れた原作と異なるデザインであり、変身後は同様のカラーリングのマシンを駆る。他にも多彩に姿を変えるのは原作と同様だが、前述の設定に基づくというよりは、潜入捜査やバイトなどのために必要に応じて姿を変えている印象が強い。
3人の中では唯一完全なハニーシステム（空中元素固定装置）を持つが、それでも体内に蓄積された余剰エネルギーを定期的に放出しなければ「暴走ハニー」化してしまう。暴走の兆候は異常な長さの睡眠であり、暴走時のハニーは金髪となり、きつめのメイクに変化し挑発的な表情を見せる。また全身から高熱を発し、触れた物は金属であれ水であれ蒸発してしまう。ヘッドギアを装着させ余剰エネルギーを放出することで暴走状態は解消するが、放出後は意識を失い、その後意識を取り戻してもしばらくはフラッシュできなくなる。
物語終盤、ユキによって空中元素固定装置を取り外されて完全に機能停止したが、ミキの装置を移植されたことで復活した。最終決戦時のハニーフラッシュでは髪に青のメッシュが入り、ミキのボディースーツとブーメランカッターを携えた、ハニーとミキとがひとつになったことを象徴する姿（ランブルハニー）となっている。そして早見からミキの遺志を伝えられ、ユキを救うためにハニーフラッシュで分解して取り込み、ユキともひとつになった。
その後は早見と共に、パンサークローと戦い続けている。なお、この時点では元の姿に戻っているが、ミキとユキがハニーの中で生き続けていることを示唆するかのように、戦闘スタイルにミキとユキの得意技が取り込まれている。「愛の戦士、キューティーハニーさ!」と啖呵を切る姿も、最終回のラストで初めて登場。

早見 青児（）
河川敷で卒論を書き上げるためにあえてホームレス生活をおくる「早見探偵事務所」の探偵長である青年。本業は大学生だが、現代日本に潜む「デモーニッシュな存在」を研究するために探偵業を行っている。誠実で正義感は強いが金に意地汚く、ドジで腕っぷしはからきし弱い。また極度に惚れっぽく、美女と見れば誰彼構わずアプローチをかけていく。探偵事務所を開いて初めての依頼でヤクザに追いかけられていたところを、ハニーに救われたのをきっかけに知り合い、やがて2人揃ってパンサークロー絡みの事件に巻き込まれていく。
原作以上に頼りなく、ハニーと共に戦うというより、事件に巻き込まれてはヒーローであるハニーに助けられる存在。一度パンサークローの手によって改造人間にされたこともあり、その際は医学知識と技能をダウンロードしたハニーの手術により元に戻ることができた。
しかし、最終決戦でユキからハニーのことを託され、共にパンサークローと戦う相棒となる。そのころには以前のような頼りなさは影を潜め、拳銃を手に戦闘員とも渡り合うようになった。

早乙女 ミキ（） / シスターミキ
ドラマ版のオリジナルキャラクター。ハニーフラッシュすることで、「青いキューティーハニー」、シスターミキとなる。変身すると髪に青いメッシュが入る。鋭い角を有するブーメラン型のカッター武器ブーメランブルを操る。パーソナルエンブレムはスペード。アンドロイドであるハニーとは異なり、如月光史郎博士によって改造されたサイボーグ。
影があり、他人との交流を嫌うクールな性格。頭脳明晰で冷静な判断力を持っており、身体能力にも優れる。白薔薇学園への転入以前は女子更生施設を転々としていた。かつては家族のあるごく普通の少女（両親の名前は早乙女進、岬）であったが、中学生の時に娘を失って狂気に走った如月博士に亡き娘と同じ誕生日・血液型であるというだけで両親を殺害され、ハニーシステムを組み込まれた。以後偽りの記憶を与えられて博士の娘として育てられてきたが、偶然読んだ博士の日記により失われた記憶と実の両親の死の真相、さらに博士がミキを失敗作と見限ったことを知り逆上、博士を惨殺して脱走した。3人のうちで最初に生まれた、いわばプロトタイプである彼女は空中元素固定装置に欠陥があり、身体から鉄釘や鎖などの異物が湧き出る症状に苦しんでいた。戦闘力はハニーを上回り、ラフファイトと飛び蹴り技も得意。また、フラッシュが身体への大きな負担になるためか変身を解いた後などに気を失い倒れることもままあった。
ハニーとの交流により感情を取り戻しつつあったが、自らを父の敵と狙うユキの目の前で身体機能の限界が訪れ、全身を異物に貫かれて一度は機能停止した。その後、彼女に異常な執着を見せるパンサークロー幹部・烏川真由美の手によって蘇るも、空中元素固定装置はいまだ不完全なままであり、死の運命から逃れられないことを知る。そのため烏川に頼み込み、空中元素固定装置をハニーに移植することで全てを託し、「自分はハニーの中で生きる」と言い残し息絶えた。しかし、自身の装置をハニーに移植したことで、望み通りミキはハニーの中で生き続けることとなった（最終決戦時でのハニーの姿はミキがハニーの中で生きていることを示唆している）。

剣持 ユキ（） / シスターユキ
ドラマ版のオリジナルキャラクター。ハニーフラッシュすることで、「白いキューティーハニー」、シスターユキとなる。変身すると髪が白いロングヘアになる。鋭利な刃を有するリング状の武器プラチナチャクラムを操る。パーソナルエンブレムはダイヤ。
大財閥・剣持家の令嬢で、感覚が浮世離れしており、ハニー以上の天然ボケ。ハニーに女性として惚れ込んでおり、常に一緒にいる早見に対して激しい嫉妬心を燃やす。不治の病に侵されて入院していたが、如月博士によって治療と改造を施され、娘の身代わりとして育てられていた。しかし、やはり彼女も完全な作品ではなかったため、養子にやったという名目で、如月博士の造ったアンドロイドである剣持夫妻に育てられる。家族はミキ同様に如月博士によって殺されたと思われるが、記憶を操作されており、如月博士を父として慕っていた。
戦闘力は他の2人をはるかに凌駕し、パンサークロー幹部を圧倒するレベルにある。中国拳法の気功のような衝撃波攻撃と、バレエの動きを交えた戦闘スタイルは優雅さを感じさせるが、一方で敵に対する冷酷さも伺わせ、相手が手負いであろうと一切容赦しない。のちに精神が暴走を始めると相手に絶望感や恐怖心を植え付ける幻覚を伴う精神攻撃をも繰り出し、中条に死の恐怖を与え、ハニーさえも戦意を喪失してしまった。
当初は天真爛漫なお嬢様だったが、やがてミキ同様に身体から人形や鉄球などの異物が湧き出るという異変が起こり始める。さらに出生の謎に悩まされた果てに感情が暴走し始め、白薔薇学園に転入しクラスメイトを手なずけてハニーを孤立させ、親切を装って傷心のハニーに近づくなど陰湿な策略を巡らすようになる。そして全身を異物に貫かれて機能停止したミキの姿を目の当たりにし、死の恐怖にとらわれた彼女は生き延びるために自身のスペアパーツとしてハニーの空中元素固定装置を狙う。その後ハニー共々パンサークロー幹部・田中弘美の手に落ち、ハニーの空中元素固定装置を移植されて田中に洗脳され、彼女の忠実な下僕となってしまう。一度は洗脳を振り切って自らが世界を支配する野望を抱き、襲ってきた中条と渡を瞬殺するも、一瞬の隙を突かれて制御装置を取り付けられ、再び田中の傀儡に戻ってしまった。洗脳後の姿は額に黒いクリスタル（ダイヤ型）が浮かび、胸のエンブレムがダイヤからクラブ（に見えるよう制御装置が覆っている）となり、邪悪な姿（シスターユキ・スノーホワイト）となってしまう。その後ハニーによって制御装置を破壊されるもその意志は完全に暴走しており、ハニーを殺して唯一無二の絶対的存在になろうとする。ただ、その意志に抵抗するように戦いながら涙を流していた。最後にハニーをハニーフラッシュで分解しようとするが、逆にハニーに分解されて取り込まれ、ハニーとひとつになった。最終決戦後、ハニーが眠りについているわずかな間に早見の前に現れ、ハニーのことを託して、ミキとともに表舞台から去る。ただし、彼女もミキ同様ハニーの中で生き続けている。

### パンサークロー
「金銭の獲得」を唯一にして至上の目的とする秘密結社である。倫理論や道徳観はもちろん、テロリストのような政治的・宗教的な主義や思想は持ち合わせていない。彼らは合法・非合法を問わず、金銭利益を追求するために政府機関や医療機関といった様々な形で社会との接点を持ち、あらゆる手段を用いて資金を集め、その正体を知った者は容赦無く暗殺する。
本作品のパンサークローは、美術品などを狙う窃盗テロ集団であった原作や、これまでのリメイク作品とは大きく設定が異なっている。パンサークロー最大の特徴だった「幹部・刺客は女性、あるいは女性人格の男性だけ」という設定は消え、幹部に純粋な男性が存在する。また、幹部たちは全員がドラマ版オリジナルキャラクターで占められ、原作のパンサー・ゾラにあたる首領もおらず、各幹部がそれぞれの意思で動きながら緩やかに繋がる、マフィアのファミリーに近い組織として描かれている。
過去作の戦闘員は、豹のマスク・ソフト帽・全身タイツにジャケットのスタイルで、倒されると泡になって消滅する人造人間という設定が踏襲されてきたが、本作品では一線を画しており、全て一般の人間が改造されたものである（後述）。最終話で日本のパンサークローの幹部が全滅した後は、パンサークローがよりアニメに近い組織に改組されたことをにおわせている。
中条 有次（）
パンサークロー幹部。組織の人脈を生かして非合法ギャンブルを運営し、富豪相手に人間の命や犯罪行為を題材にした無法な賭けを企画、莫大な利益を得ている。
多重人格者で、基本となる冷静な青年人格中条の他に、無邪気な子供のような人格彦麿、激昂した際に現れる好戦的で凶暴な人格ギザの三者が同居している。ギザは性質上、あまり表には出てこないため、普段の会話では中条と彦麿が交互に現れることが多い。戦闘時は中条の人格の際には片手に鳥の羽根を模した鉤爪が装着され、彦麿は両腕に無数の刃が発生し、ギザは両腕が羽のような状態になるなど人格によって武器の形状や戦闘スタイルが変化する。
第18話でハニーに結婚を迫られたギザが窮地から逃れようとした結果、第四の人格ヒカルが生み出される。ヒカルは女装を好むオカマのような人格で、ハニーを「美しく強い女」として羨み、その輝きを得ようと画策する。基本的な戦闘能力は他の人格に劣るが、ハニーのデータから作り出した空中元素固定装置の試作品により、不完全ながらハニーフラッシュに成功、一時はユキを圧倒する力を見せた。第24話において完全な空中元素固定装置を手に入れるべく、渡と共に復活したユキと戦うも敗北。さらには暴走した渡によって止めを刺されてしまう。最期は濁った水面に映る四人の人格の顔に陶酔し、満足げな笑みを浮かべて絶命する。

デューク 渡（）
パンサークロー幹部。フルネームはデューク・清也・アンソニー・渡4世（）。パンサークローの医療部門を取り仕切っており、患者を戦闘員に改造し生体兵器として闇オークションに出品している。
片言の日本語と英語の混在した会話をする。普段は穏やかで常に身だしなみに気を使う紳士的な人物だが、些細なことですぐさま激昂する癖があり、怒ると罵声を上げ、英語で周囲に怒鳴り散らす。劇中では店員の些細なミスに激怒し、店のマネージャーに対して店員をクビにするよう怒鳴りつける姿がしばしば描かれた。身体能力が高く、両足の爪先に仕込んだ刃を使っての華麗な蹴り技で敵を翻弄する。
第16話においてハニーとミキの二人がかりの攻撃から這々の体で逃れたところを自我を失っていたユキと遭遇、なすすべもないままバラバラに惨殺される。その後、遺体を回収した中条の手でサイボーグとして蘇生され、以降は中条の忠実な僕となる。復活後は髭がなくなり、蘇生手術の後遺症か「春が来た」など断片的な言葉しか話せない。技は多彩になり足技に加え刀や槍を巧みに操るようになったが、登場しては敗北を繰り返す再生怪人的な役回りとなった。ヒカルと共に復活したユキと戦い致命傷を負った際、頭部を攻撃されたショックで記憶を取り戻して瀕死のヒカルに止めを刺すも、直後に機能停止し死亡した。

烏川 真由美（）
パンサークロー幹部。名門高校「蛤学園」の校長を務めるが、その実態はパンサークローの養成所であり、学園を通じて構成員を育成している。
サディストにしてレズビアンであり、学園ではしばしば女生徒を校長室に連れ込んで逢瀬を楽しんでいる。ハニーたちに対してもあくまで金儲けの道具として狙う他の幹部とは違い、色欲の対象として見ている感がある(第8話では初対面のミキをラップに包んで胸に卵を垂らして舐め回すというプレイやハニーを髪の毛で捕らえて体の自由を奪い背後から胸を揉みしだくなど)。ミキに対しては特に強い執着心を見せ、時には敵である彼女に「愛情表現」と称して情報を与えることもあった。戦闘時は生卵を飲み込んで身体を変化させた上で豹のマスクとスーツを着用し、小型の鉤爪と自在に伸びる髪を武器に戦う。物語終盤、ハニーの願いを聞き入れる形で機能停止したミキを蘇生させる。その際、彼女が平穏な余生を送れるよう偽りの記憶と偽の家族を与えるなど、ミキに単なる色情を超えた純愛を抱いている様が描かれた。しかし自らの過酷な運命を受け入れる道を選んだミキに「偽りの幸せ」と拒絶され、やむなくパンサークローの幹部として立ちはだかるも敗れ、腹部に致命傷を負う。
第24話でハニーの遺骸を回収したミキの頼みで彼女の空中元素固定装置をハニーに移植、ミキの命と引き換えにハニーを蘇生させた。しかし自らの命もまた手術を終えた時点で尽きており、最愛の人であるミキの亡骸とともに湖にボートを漕ぎ出し、静かに湖の中へと姿を消した。

田中 弘美（）
パンサークロー幹部。田中鮮魚店を経営するごく普通の気のいい主婦だが、その裏で商店街を裏から支配し、自治という名の恐怖政治を敷く。不条理な法律を施行し税金の名目で住民から金を巻き上げている。
まるで内職のごとく、日常の延長線上にある軽い感覚で殺人や略奪を行い（本人は「これがパンサークローなんだよ」と語っている）、本作品におけるパンサークローを体現している人物と言える。戦闘方法も特異かつユニークで、改造手術を施していると思われる腹部から売り物の冷凍した魚介類を次々に繰り出して武器として用い、いざというときには腹からミサイルを発射して敵を爆破する。策謀に長けており、敵であるハニーたちはもちろん、味方である中条らを出し抜くこともしばしばである。
ハニーとユキを手中に収めると、ハニーの完全な空中元素固定装置を摘出しユキに移植。自らの僕として従えようとする。一度は完全にユキを洗脳してハニーにけしかけるが、洗脳が解けたユキによって背後から襲われ、作之助と息子に後を託しながら一匹のヒトデを残して消滅した。

田中 作之助（）
田中弘美の夫。普段はぐうたらで、女房に頭の上がらない恐妻家であるが、戦闘時にはマント替わりに大漁旗を翻し、中国拳法を駆使して渡や中条と渡り合うなど侮れない力を持つ。
弘美と違い、肉体改造を施していない生身の人間であり、ぎっくり腰が弱点。二人の間には「健太」という息子がいるようだが、本編には登場しなかった。

戦闘員
過去作との共通点は豹のマスクのみ。通りすがりの一般人がおもむろにポケットから覆面を取り出して被り、襲い掛かってくるという演出が度々なされた。一見するとギャグのようにも思えるが、「パンサークローは社会のどこにでも潜んでいる」という、本作品ならではの恐怖を表すものでもある。武器として特殊ナイフを携行し、組織に不利益な人間を一瞬の間に殺害・解体して、どこかへ運び去ってしまうという場面が何度か登場した。
第3・4話では、病院を訪れた人間に適当な病名をでっちあげて通院させ、投薬と特殊チップを埋め込むことで、本人も気づかぬうちに徐々に改造・洗脳が進行していくというプロセスが描写されている。

### その他の人物
源さん（）
ドラマ版のオリジナルキャラクター。早見に探偵事務所という名のあばら屋を貸し出しているホームレス。全国のホームレスたちの総元締め的存在であり、その情報網はパンサークローの情報すら掴むほど。しばしば正体不明の食料を仕入れてきてはハニーたちに振舞う。第20話では源さんフラッシュなる技を見せて田中夫妻を撃退し、仲間のホームレスたちを率いてパンサークローに占拠された税務署に突入した。

秋 夏子（）
ハニーの同級生で、学生寮のルームメイト。ハニーの正体やパンサークローの存在は知らず、ハニーの破天荒な行動に振り回される日々を送っていた。ユキの企みによってついにハニーの正体を知り、クラスメイトたちがハニーから離れていく中で、ハニーとの友情を選んだ。

如月 光史郎（）
DVDに収録された特別編に登場。本編の時点では故人。物理学およびロボット工学の権威と思われる。特定の大学、研究所に勤めていた形跡はない。研究にはかなりの資金を要したと思われるが、その出所は不明。空中元素固定装置を発明し、ミキ、ユキ、ハニーに内蔵。ミキ、ユキのものはプロトタイプで、最終的に完成したものをハニーに搭載した。完成後になぜかミキとユキのものを完成品に交換せず、彼女らを「廃棄処分」にしようとしたため、逆上したミキに殺害された。
如月の娘（）
「如月ハニー」という名前で、空中元素固定装置の実験中の事故で死亡（消失）した。パーソナルエンブレムはクラブ。ミキ、ユキ、ハニーの三人は如月光史郎が彼女の代わりとして作り上げたことになっているが、なぜ娘の身代わりに空中元素固定装置を内蔵する必要があったのかは不明。

## 作中用語
白薔薇学園
早見探偵事務所
蛤学園
如月博士の研究所
ハニーシステム（空中元素固定装置）
原作と同じ設定であり、如月博士が発明した空中元素固定装置。ミキとユキのハニーシステムは不完全な失敗作であり、変身時に周囲の異物まで分解して体内に取り込み、身体への負担を増加させている。ただし、ミキとユキもあらゆる姿へ自由に変身することは可能。
変身ペンダント
「ハニーフラッシュ!」の掛け声で、ハニーシステムを発動するアイテム。変身前はペンダント形態で常に身に着けている。変身後はハニーのチョーカー、ミキの胸の谷間、ユキのチョーカーにそれぞれペンダントのマークが付く。
ヘッドギア装置
シルバーフルーレ
ハニーの接近戦用武器。原作とデザインが異なり、本作品は細身の剣が特徴。ハニーシステムと配合して用いられ、物質やパンサークローの戦闘員などを分解している。
ブーメランブル
ミキの專用武器。鋭い角を有する大きなカッター状のブーメランのような武器であり、相手を投げる攻撃や接近戦の使用もできる。ミキの身体へ負担が増加するに伴って、ブーメランブルも錆を生じるようになる。
プラチナチャクラム
ユキの專用武器。鋭利な刃を付けるリング状のチャクラム。ブーメランブル同様、回転させ投げる攻撃や接近戦の使用もできる。
ハリケーンマグザム
ハリケーンハニーが使用するビッグスクーター。
洗脳制御装置
田中弘美の持つ洗脳システム。ユキを洗脳するために用いられ、シスターユキ・スノーホワイトに変身させた。
闇オークション
不完全のサイボーグ
異物
如月博士の手帖

## キャスト

### レギュラー出演者
- 如月ハニー：原幹恵
- 早見青児：山本匠馬
- 早乙女ミキ：水崎綾女
- 剣持ユキ：竹田真恋人
- 秋夏子：小松愛
- 源さん：なぎら健壱
- 中条有次：村上幸平
- デューク渡：マーク武蔵
- 烏川真由美：エリカ
- 田中弘美：ふせえり
- 田中作之助：喜多川務
- 宏子：湯川舞
- 梢：伊田麻友香
- 彩：宮下舞花
- 担任の先生：栃谷善太郎

### ゲスト出演者
括弧内は出演回。
- 山下奈々：山本彩乃（1）
- 山下次郎：中泉英雄（1）
- 釣り堀の老人：浅井明[注釈 5]（1、2、7）
- ベッドの女：かすみ果穂（1、7）
- 川原篤：辻本祐樹（2）
- 渡辺由美：佐々木維子（2）
- 水野陽子：彩月貴央（2）
- 山崎：小田桐一（2）
- 宮田佳代：小野まりえ（2、3、4、5）
- 国屋真美：坂本亜里紗（2、3、4、5）
- 松田：藤本道（3）
- スーツの男：吉田瑞穂（3）
- 古林：島根さだよし（3、4）
- 江口：小林でび（3、4）
- 瀬田医院長：大嶋守立（3、4）
- 鬼頭教官：橋本亜紀（2、5）
- 白川所長：根岸大介（5）
- トモヒロ：加藤トモヒロ（5）
- ズイマロ：粟島瑞丸（5）
- エリカ：田井中蘭（6）
- アンナ：吉田もも（6）
- ミズホ：矢口聖来（6）
- 緋田康人（6）
- 山本浩司（6）
- 野村（ノブナガ）：白石タダシ（7）
- 車の女：庄司ゆうこ（7）
- 蛤学園の生徒：安倍エレナ（8、12）
- 烏川真由美（怪人体）：MiWa（8）
- ユキの父：堀内正美（9、15、16、23）
- 北山雅康（9）
- 弓岡真治：山口祥行（13）
- 木島大介：吉岡毅志（13）
- 沢口真一：粟島瑞丸（13）
- 田辺隆：舘昌美（13）
- トンネル：斎藤弘勝（14他）
- エンジン：島岡安芸和（14他）
- スパイ：螢雪次朗（14）
- 根本真幸：藤沢大悟（15、17）
- 夏樹：江口ヒロミ（17）
- 税務署員：甲斐将馬（20）
- 真央：岡あゆみ (25)
- 如月の娘：高橋明子 (26)
- 如月光史郎博士（声）：谷口節（21、23、26）
- 如月光史郎博士：永井豪（26）

## スタッフ
- 原作：永井豪
- 総監督：横山誠
- 監督：横山誠、宮坂武志、本田隆一、田﨑竜太、雨宮慶太
- アクション監督：横山誠、大橋明
- シリーズ構成：井上敏樹
- 脚本：井上敏樹、犬飼和彦、戸塚直樹、長谷川圭一、三条陸、石橋大助
- キャラクターデザイン：出渕裕
- 音楽：渡辺剛
- 撮影：富田伸二
- 照明：田村文彦
- 美術：佐々木記貴
- 特殊メイク：中田彰輝
- CG：サムズアップ
- スタント：AAC STUNTS
- 製作：ブロードマークス、ディープサイド
- 企画・製作：ハニー製作委員会

## 主題歌
オープニングテーマは、シリーズ伝統のクロードQと渡辺岳夫による主題歌を踏襲。ランティス所属の音楽ユニット、ワイルド三人娘が担当する。エンディングテーマは、3人のキューティーハニーをイメージした3曲が用意され、それぞれの主役回に合わせて使い分けられる。また、各ハニーが死亡した回は追悼バージョン（エンディング自体がモノクロ）となり、クライマックスシーンで流れるという演出がなされた。
オープニングテーマ「キューティーハニー」
作詞：クロードQ 作曲：渡辺岳夫 編曲：渡辺剛 歌：ワイルド三人娘
エンディングテーマ
「BUT,metamorphosis」（キューティーハニーのテーマ）
作詞：畑亜貴 作曲・編曲：黒須克彦 歌：栗林みな実
「I lost the place」（シスターミキのテーマ）
作詞：畑亜貴 作曲・編曲：黒須克彦 歌：美郷あき
「吐息Scarlet...」（シスターユキのテーマ）
作詞：こだまさおり 作曲・編曲：大久保薫 歌：結城アイラ
「Follow you 〜君とともに〜」（スペシャルエピソードのテーマ）
作詞・作曲：影山ヒロノブ 編曲：須藤賢一 歌：影山ヒロノブ
挿入歌
「アウトサイダー」
作詞：谷山紀章 作曲・編曲：飯塚昌明 歌：GRANRODEO

## 放映リスト
| 放送日         | 話数                    | サブタイトル            | 脚本              | 監督            |
| -------------- | ----------------------- | ----------------------- | ----------------- | --------------- |
| 2007年 10月2日 | 第1話                   | ハニーフラッシュ!       | 井上敏樹          | 横山誠          |
| 10月9日        | 第2話                   | キャバクラ大作戦!       | 井上敏樹 犬飼和彦 | 横山誠          |
| 10月16日       | 第3話                   | ナースで探れ!           | 井上敏樹          | 横山誠          |
| 10月23日       | 第4話                   | 恐怖のオークション!     | 井上敏樹          | 横山誠          |
| 10月30日       | 第5話                   | 第二の少女!             | 井上敏樹          | 宮坂武志        |
| 11月6日        | 第6話                   | メイドでどうぞ!         | 戸塚直樹          | 本田隆一        |
| 11月13日       | 第7話                   | ケータイにご用心!       | 井上敏樹          | 宮坂武志        |
| 11月20日       | 第8話                   | 危険なレッスン!         | 井上敏樹          | 田﨑竜太        |
| 11月27日       | 第9話                   | お嬢さま誘拐事件!       | 井上敏樹          | 横山誠          |
| 12月4日        | 第10話                  | トリプルデートの罠!     | 井上敏樹          | 横山誠          |
| 12月11日       | 第11話                  | 悪徳のおばさん!         | 井上敏樹 戸塚直樹 | 横山誠          |
| 12月18日       | 第12話                  | 欲望のハーモニー!       | 長谷川圭一        | 宮坂武志        |
| 12月25日       | 第13話                  | 合コンしちゃうぞ!       | 三条陸            | 宮坂武志        |
| 2008年 1月8日  | 第14話                  | 乾杯メモリー!           | 石橋大助          | 横山誠          |
| 1月15日        | 第15話                  | 暴走ハニー!             | 井上敏樹          | 田﨑竜太 横山誠 |
| 1月22日        | 第16話                  | 禁じられた恋!           | 井上敏樹          | 田﨑竜太 横山誠 |
| 1月29日        | 第17話                  | 悪魔のアンサンブル!     | 犬飼和彦          | 雨宮慶太        |
| 2月5日         | 第18話                  | パパをかえして!         | 井上敏樹          | 雨宮慶太        |
| 2月12日        | 第19話                  | アンドロイドは出て行け! | 井上敏樹          | 横山誠          |
| 2月19日        | 第20話                  | 存在の価値!             | 井上敏樹          | 横山誠          |
| 2月26日        | 第21話                  | 如月博士の秘密!         | 井上敏樹          | 宮坂武志        |
| 3月4日         | 第22話                  | 最後のお願い!           | 井上敏樹          | 宮坂武志        |
| 3月11日        | 第23話                  | お父様からの贈り物!     | 井上敏樹          | 横山誠          |
| 3月18日        | 第24話                  | 激情のレクイエム!       | 井上敏樹          | 横山誠          |
| 3月25日        | 第25話 （テレビ最終話） | 愛の戦士たち!           | 井上敏樹          | 横山誠          |
| （DVD収録）    | 第26話                  | 如月博士の手帖!         | 石橋大助          | 横山誠          |

## 放送局
| 放送対象地域   | 放送局                      | 放送期間                       | 放送曜日および時間 | 放送系列       |
| -------------- | --------------------------- | ------------------------------ | --- | -------------- |
| 関東広域圏     | テレビ東京（TX）            | 2007年10月2日 - 2008年3月25日  | 火曜 25時00分 - 25時30分 | テレビ東京系列 |
| 福岡県         | TVQ九州放送                 | 2007年10月4日 - 2008年3月27日  | 木曜 26時48分 - 27時18分 | テレビ東京系列 |
| 大阪府         | テレビ大阪（TVO）           | 2007年10月6日 - 2008年3月29日  | 土曜 26時05分 - 26時35分 | テレビ東京系列 |
| 愛知県         | テレビ愛知（TVA）           | 2007年10月9日 - 2008年4月1日   | 火曜 25時28分 - 25時58分 | テレビ東京系列 |
| 北海道         | テレビ北海道（TVh）         | 2007年10月9日 - 2008年4月1日   | 火曜 26時30分 - 27時00分 | テレビ東京系列 |
| 岡山県・香川県 | テレビせとうち（TSC）       | 2007年10月13日 - 2008年4月5日  | 土曜 26時10分 - 26時40分 | テレビ東京系列 |
| 新潟県         | テレビ新潟（TeNY）          | 2007年10月11日 - 2008年4月10日 | 木曜 25時29分 - 25時59分 | 日本テレビ系列 |
| 熊本県         | テレビ熊本（TKU）           | 2007年10月11日 - 2008年4月17日 | 木曜 26時00分 - 26時30分 | フジテレビ系列 |
| 福島県         | テレビユー福島（TUF）       | 2008年4月10日 - 9月25日        | 木曜 25時25分 - 26時00分 | TBS系列        |
| 広島県         | 広島ホームテレビ（HOME）    | 2008年4月12日 - 10月25日       | 土曜 26時05分 - 26時35分 | テレビ朝日系列 |
| 全国放送       | 東映チャンネル （本放送）   | 2008年7月4日 - 12月19日        | 「スーパーヒロイン スペシャル」枠 金曜 25時00分 - 25時30分 （連続放送:不定日に 1カ月分を放送）                                         | CS放送         |
| 全国放送       | 東映チャンネル （再放送）   | 2009年6月15日 - 6月20日        | 月 - 土曜 22時00分 - 24時00分 （4話ずつ。20日のみ 22時00分 - 24時30分 に5話放送）                                                      | CS放送         |
| 全国放送       | 東映チャンネル （再々放送） | 2009年6月28日                  | 日曜 12時00分 - 24時30分 （一挙に全25話放送）                                                                                          | CS放送         |
| 全国放送       | ファミリー劇場              | 2013年1月6日 - 1月10日         | 日 - 木曜 24時00分 - 26時00分 （4話ずつ放送 ただし6日は 24時00分 - 翌日6時00分 に13話放送 10日は 24時00分 - 24時30分 に最終回1話放送） | CS放送         |

- 2007年10月9日のテレビ東京での第2話およびテレビ愛知での第1話は、クライマックスシリーズ第1ステージ放送延長のため、放送開始時間が40分繰り下げられた。
- 主演・原幹恵の出身地、新潟県の放送局であるTeNYの公式サイト内では系列外の番組にもかかわらず特設サイトが設置されていた。
- 福島県は同番組が東北地方で唯一ネットされている県となった。次番組はゴルゴ13を放送した。ちなみに東北地方の中心地・宮城県では放送されなかった。
- テレビせとうちは前作は瀬戸の花嫁で次番組はテレビ大阪と同じくヴァンパイア騎士を放送した。
- ファミリー劇場にて、DVD限定版の第26回まで放送。
- ファミリー劇場では、放送に入る前に、「この番組は、オリジナルを尊重して放送致します。」という断りテロップが入った。
- ファミリー劇場での2013年1月6日放送分は、28時00分時点で、EPGの番組枠が区切られた。
- バンダイチャンネルでも配信されている[7]。なお、内容はテレビ版をベースにしている。

| テレビ東京 火曜25:00枠                        | テレビ東京 火曜25:00枠                                     | テレビ東京 火曜25:00枠 |
| 前番組                                        | 番組名                                                     | 次番組                 |
| --------------------------------------------- | ---------------------------------------------------------- | ---------------------- |
| キスダム -ENGAGE planet- （ここまでアニメ枠） | キューティーハニー THE LIVE （ここまで「あにてれ」扱い枠） | 今夜もドル箱!!         |

## 関連商品

### 雑誌
- キューティーハニー THE LIVE・バトルヒロイン完全ガイド (COSMIC MOOK 大型本 DVD付) [2008年3月18日発売] ISBN 9784774751221

### ビジュアルブック
- キューティーハニー THE LIVE 公式ビジュアルブック（ホビージャパン、2008年5月17日初版第1刷発行）ISBN 978-4-89425-706-1

### CD
- キューティーハニー [2007年11月7日発売 組枚数:1] LACM-4418
- BUT,metamorphosis [2007年12月26日発売 組枚数:1] LACM-4447
- キューティーハニー THE LIVE Vocal Album METAMORPHOSES [2008年3月12日発売 組枚数:1] LACA-5737
- キューティーハニー THE LIVE O.S.T （オリジナルサウンドトラック） [2008年3月12日発売 組枚数:1] LACA-5746

### DVD
各巻3話収録。第1巻は2008年3月21日にバンダイビジュアルより発売で、毎月1巻ずつ順次リリースされる。初回封入特典は秘蔵写真満載の解説書「キューティーハニー THE BIBLE」（オールカラー8P）。毎回映像特典はハニーの裏側に迫るメイキング映像「ハニーチャンネル」に収録。全9巻。
- キューティーハニー THE LIVE 1 （1話 - 2話まで収録 片面1層・片面2層） [2008年3月25日発売] BCBS-3172
- キューティーハニー THE LIVE 2 （3話 - 5話まで収録 片面1層・片面2層） [2008年4月25日発売] BCBS-3173
- キューティーハニー THE LIVE 3 （6話 - 8話まで収録 片面2層） [2008年5月23日発売] BCBS-3174
- キューティーハニー THE LIVE 4 （9話 - 11話まで収録 片面2層） [2008年6月25日発売] BCBS-3175
- キューティーハニー THE LIVE 5 （12話 - 14話まで収録 片面2層） [2008年7月25日発売] BCBS-3176
- キューティーハニー THE LIVE 6 （15話 - 17話まで収録 片面2層） [2008年8月22日発売] BCBS-3177
- キューティーハニー THE LIVE 7 （18話 - 20話まで収録 片面2層） [2008年9月26日発売] BCBS-3178
- キューティーハニー THE LIVE 8 （21話 - 23話まで収録 片面2層） [2008年10月24日発売] BCBS-3179
- キューティーハニー THE LIVE 9 （24話 - 26話まで収録 片面2層） [2008年11月21日発売] BCBS-3180
- EMOTION the Best キューティーハニー THE LIVE DVD-BOX [6枚組、2011年8月26日発売] BCBS-4178